# Junior-VM i håndbold 1999 (kvinder)
Juniorverdensmesterskabet i håndbold 1999 for kvinder var det 12. junior-VM i håndbold for kvinder. Mesterskabet blev arrangeret af International Handball Federation, og slutrunden med deltagelse af 20 hold blev afviklet i Folkerepublikken Kina i perioden 1. – 13. august 1999.
Mesterskabet blev vundet af Rumænien, som i finalen besejrede Litauen med 25-20. Bronzemedaljerne gik til de forsvarende mestre fra Danmark, som vandt 25-20 over Ungarn i bronzekampen. Sejren var Rumæniens anden ved junior-VM for kvinder – den første titel kom i hus i 1995.

## Slutrunde

### Indledende runde
De 20 hold spillede i den indledende runde i fire grupper med fem hold. Hver gruppe spillede en enkelturnering alle-mod-alle, og de tre bedst placerede hold i hver gruppe gik videre til hovedrunden om placeringerne 1-12, mens firerne og femmerne gik videre til placeringskampene om 13.- til 20.-pladsen.

#### Gruppe A
Kampene i gruppe A blev spillet i Zhuhai.
| Dato | Tid   | Kamp                | Res.  | Pause |
| ---- | ----- | ------------------- | ----- | ----- |
| 1.8. | 16:00 | Holland – Rusland   | 17–24 | 12-10 |
| 1.8. | 21.00 | Japan – Kina        | 18–27 | 10-13 |
| 2.8. | 14:00 | Brasilien – Holland | 24–17 | 12-50 |
| 2.8. | 19:30 | Rusland – Japan     | 33–17 | 18-10 |
| 3.8. | 14:00 | Kina – Brasilien    | 23–17 | 09-10 |
| 3.8. | 19:30 | Japan – Holland     | 17–18 | 09-12 |
| 5.8. | 14:00 | Kina – Holland      | 14–17 | 2-5   |
| 5.8. | 19:30 | Brasilien – Rusland | 15–24 | 07-13 |
| 6.8. | 16:00 | Brasilien – Japan   | 23–20 | 10-70 |
| 6.8. | 19:30 | Rusland – Kina      | 25–15 | 11-90 |

| Hold      | Kampe | Mål     | Point |
| --------- | ----- | ------- | ----- |
| Rusland   | 4     | 106-640 | 8     |
| Kina      | 4     | 79-77   | 4     |
| Brasilien | 4     | 79-84   | 4     |
| Holland   | 4     | 69-79   | 4     |
| Japan     | 4     | 072-101 | 0     |

#### Gruppe B
Kampene i gruppe B blev spillet i Shenzhen.
| Dato | Tid   | Kamp              | Res.  | Pause |
| ---- | ----- | ----------------- | ----- | ----- |
| 1.8. | 12:00 | Rumænien – Island | 30–16 | 14-60 |
| 1.8. | 14:00 | Norge – Congo     | 41–19 | 21-13 |
| 2.8. | 16:00 | Norge – Rumænien  | 27–25 | 09-12 |
| 2.8. | 19:30 | Island – Ungarn   | 20–28 | 08-17 |
| 3.8. | 19:30 | Ungarn – Congo    | 27–17 | 17-70 |
| 4.8. | 16:00 | Norge – Island    | 36–20 | 15-14 |
| 4.8. | 19:30 | Rumænien – Congo  | 34–20 | 19-90 |
| 5.8. | 19:30 | Ungarn – Norge    | 28–26 | 11-12 |
| 6.8. | 16:00 | Island – Congo    | 14–17 | 8-9   |
| 6.8. | 19:30 | Rumænien – Ungarn | 37–22 | 22-10 |

| Hold     | Kampe | Mål     | Point |
| -------- | ----- | ------- | ----- |
| Rumænien | 4     | 126-850 | 6     |
| Norge    | 4     | 130-920 | 6     |
| Ungarn   | 4     | 105-100 | 6     |
| Congo    | 4     | 073-116 | 2     |
| Island   | 4     | 070-111 | 0     |

#### Gruppe C
Kampene i gruppe C blev afviklet i Zhongshan.
| Dato | Tid   | Kamp                    | Res.  | Pause |
| ---- | ----- | ----------------------- | ----- | ----- |
| 1.8. | 14:00 | Sydkorea – Slovakiet    | 27–21 | 17-80 |
| 1.8. | 16:00 | Jugoslavien – Canada    | 38–10 | 18-50 |
| 2.8. | 14:00 | Canada – Tyrkiet        | 17–36 | 12-18 |
| 2.8. | 19:30 | Slovakiet – Jugoslavien | 20–24 | 11-13 |
| 3.8. | 14:00 | Tyrkiet – Slovakiet     | 26–23 | 11-11 |
| 3.8. | 19:30 | Sydkorea – Jugoslavien  | 25–34 | 10-18 |
| 5.8. | 14:00 | Sydkorea – Canada       | 39–12 | 18-40 |
| 5.8. | 19:30 | Jugoslavien – Tyrkiet   | 23–27 | 12-10 |
| 6.8. | 16:00 | Canada – Slovakiet      | 12–35 | 09-16 |
| 6.8. | 19:30 | Tyrkiet – Sydkorea      | 27–38 | 15-18 |

| Hold        | Kampe | Mål     | Point |
| ----------- | ----- | ------- | ----- |
| Jugoslavien | 4     | 119-820 | 6     |
| Sydkorea    | 4     | 129-940 | 6     |
| Tyrkiet     | 4     | 116-101 | 6     |
| Slovakiet   | 4     | 99-89   | 2     |
| Canada      | 4     | 051-148 | 0     |

#### Gruppe D
Kampene i gruppe D blev spillet i Nanhai.
| Dato | Tid   | Kamp              | Res.  | Pause |
| ---- | ----- | ----------------- | ----- | ----- |
| 1.8. | 12:00 | Litauen – Angola  | 31–27 | 17-14 |
| 1.8. | 14:00 | Danmark – Taiwan  | 33–15 | 20-60 |
| 2.8. | 16:00 | Danmark – Litauen | 17–20 | 08-11 |
| 2.8. | 19:30 | Angola – Spanien  | 22–33 | 08-19 |
| 3.8. | 19:30 | Spanien – Taiwan  | 25–13 | 13-40 |
| 4.8. | 16:00 | Danmark – Angola  | 30–17 | 17-60 |
| 4.8. | 19:30 | Litauen – Taiwan  | 28–20 | 13-90 |
| 5.8. | 19:30 | Spanien – Danmark | 18–22 | 05-12 |
| 6.8. | 16:00 | Angola – Taiwan   | 20–29 | 07-16 |
| 6.8. | 19:30 | Litauen – Spanien | 27–23 | 11-12 |

| Hold    | Kampe | Mål     | Point |
| ------- | ----- | ------- | ----- |
| Litauen | 4     | 106-870 | 8     |
| Danmark | 4     | 102-700 | 6     |
| Spanien | 4     | 99-84   | 4     |
| Taiwan  | 4     | 077-106 | 2     |
| Angola  | 4     | 086-123 | 0     |

### Hovedrunde
De tolv hold, som endte på første-, anden- eller tredjepladsen i grupperne i den indledende runde, spillede i hovedrunden om 1.- til 12.-pladsen. Holdene blev inddelt i to grupper med seks hold. De seks hold fra gruppe A og B blev samlet i gruppe I, mens holdene fra gruppe C og D samledes i gruppe II. I hver gruppe spillede holdene en enkeltturnering alle-mod-alle, bortset fra at resultater af indbyrdes opgør mellem hold fra samme indledende gruppe blev overført til hovedrunden, så holdene ikke skulle mødes igen. Vinderne og toerne i de to grupper gik videre til semifinalerne. Treerne gik videre til placeringskampen om 5.-pladsen, firerne spillede videre i kampen om 7.-pladsen, femmerne i kampen om 9.-pladsen, mens sekserne måtte tage til takke med at spille om 11.-pladsen.

#### Gruppe I
Kampene i denne gruppe blev afviklet i Zhuhai.
| Dato  | Tid   | Kamp                 | Res.  | Pause |
| ----- | ----- | -------------------- | ----- | ----- |
| 8.8.  | 14:00 | Rusland – Ungarn     | 20–23 | 10-11 |
| 8.8.  | 16:00 | Brasilien – Rumænien | 18–30 | 11-15 |
| 8.8.  | 19:30 | Kina – Norge         | 20–20 | 07-10 |
| 9.8.  | 14:00 | Brasilien – Ungarn   | 23–17 | 10-14 |
| 9.8.  | 16:00 | Kina – Rumænien      | 17–21 | 08-12 |
| 9.8.  | 19:30 | Rusland – Norge      | 23–16 | 12-90 |
| 10.8. | 14:00 | Kina – Ungarn        | 15–21 | 07-12 |
| 10.8. | 16:00 | Brasilien – Norge    | 14–26 | 06-13 |
| 10.8. | 19:30 | Rusland – Rumænien   | 19–20 | 11-90 |

| Hold      | Kampe | Mål     | Point |
| --------- | ----- | ------- | ----- |
| Rumænien  | 5     | 133-103 | 8     |
| Ungarn    | 5     | 121-121 | 8     |
| Rusland   | 5     | 111-890 | 6     |
| Norge     | 5     | 115-110 | 5     |
| Kina      | 5     | 090-104 | 3     |
| Brasilien | 5     | 087-130 | 0     |

#### Gruppe II
Kampene i denne gruppe blev spillet i Zhongshan.
| Dato  | Tid   | Kamp                  | Res.  | Pause |
| ----- | ----- | --------------------- | ----- | ----- |
| 8.8.  | 14:00 | Jugoslavien – Spanien | 25–30 | 12-16 |
| 8.8.  | 16:00 | Tyrkiet – Litauen     | 25–27 | 11-13 |
| 8.8.  | 19:30 | Sydkorea – Danmark    | 28–29 | 14-14 |
| 9.8.  | 14:00 | Tyrkiet – Spanien     | 21–21 | 09-13 |
| 9.8.  | 16:00 | Sydkorea – Litauen    | 36–22 | 19-12 |
| 9.8.  | 19:30 | Jugoslavien – Danmark | 22–21 | 10-10 |
| 10.8. | 14:00 | Sydkorea – Spanien    | 26–29 | 12-16 |
| 10.8. | 16:00 | Tyrkiet – Danmark     | 23–27 | 12-11 |
| 10.8. | 19:30 | Jugoslavien – Litauen | 26–29 | 15-15 |

| Hold        | Kampe | Mål     | Point |
| ----------- | ----- | ------- | ----- |
| Litauen     | 5     | 125-127 | 8     |
| Danmark     | 5     | 116-111 | 6     |
| Spanien     | 5     | 121-121 | 5     |
| Jugoslavien | 5     | 130-132 | 4     |
| Sydkorea    | 5     | 153-141 | 4     |
| Tyrkiet     | 5     | 123-136 | 3     |

#### Finalekampe
Finalekampene blev spillet i Zhongshan.
| Kamp        | Dato  | Tid   | Kamp               | Res.  | Pause |
| ----------- | ----- | ----- | ------------------ | ----- | ----- |
| Semifinaler | 12.8. | 16:30 | Rumænien – Danmark | 30–19 | 16-11 |
| Semifinaler | 12.8. | 19:30 | Ungarn – Litauen   | 20–24 | 10-13 |
| Bronzekamp  | 13.8. | 14:00 | Danmark – Ungarn   | 25–20 | 13-8  |
| Finale      | 13.8. | 16:30 | Rumænien – Litauen | 25–20 | 11-5  |

| Plac. | Hold     |
| ----- | -------- |
| 1.    | Rumænien |
| 2.    | Litauen  |
| 3.    | Danmark  |
| 4.    | Ungarn   |

#### Medaljevindere
| Guld | Sølv    | Bronze |
| --- | ------- | --- |
| Rumænien | Litauen | Danmark |
| Tatiana Horenciuc Talida Tolnai Roxana Gatzel Anisoara Durac Aurelia Stoica Mihaela Raceala Simona Popa Valeria Motogna Ionica Munteanu Gabriela Tanase Gabriela Rotis Alina Ariton Madalina Straton Cristina Varzaru Ramona Farcau |         | Julie Transel Camilla Transel Josephine Touray Trine Jensen Rikke Skov Mette Melgaard Henriette Mikkelsen Stine Frank Carina Friis [[]] |

#### Placeringskampe
| Kamp                | Dato  | Tid   | Kamp                | Res.  | Pause | Spillested |
| ------------------- | ----- | ----- | ------------------- | ----- | ----- | ---------- |
| Kamp om 11.-pladsen | 12.8. | 16:30 | Brasilien – Tyrkiet | 27–29 | 09-20 | Nanhai     |
| Kamp om 9.-pladsen  | 12.8. | 19:30 | Kina – Sydkorea     | 23–27 | 11-15 | Nanhai     |
| Kamp om 7.-pladsen  | 12.8. | 19:30 | Norge – Jugoslavien | 38–27 | 18-10 | Shenzhen   |
| Kamp om 5.-pladsen  | 12.8. | 19:30 | Rusland – Spanien   | 30–21 | 15-10 | Zhuhai     |

| Plac. | Hold        |
| ----- | ----------- |
| 5.    | Rusland     |
| 6.    | Spanien     |
| 7.    | Norge       |
| 8.    | Jugoslavien |
| 9.    | Sydkorea    |
| 10.   | Kina        |
| 11.   | Tyrkiet     |
| 12.   | Brasilien   |

### Placeringsrunde
De otte hold, som endte på fjerde- eller femtepladsen i grupperne i den indledende runde, spillede i placeringsrunden om 13.- til 20.-pladsen. Holdene blev inddelt i to grupper med fire hold. De fire hold fra gruppe A og B blev samlet i gruppe III, mens holdene fra gruppe C og D samledes i gruppe IV. I hver gruppe spillede holdene en enkeltturnering alle-mod-alle, bortset fra at resultater af indbyrdes opgør mellem hold fra samme indledende gruppe blev overført til placeringsrunden, så holdene ikke skulle mødes igen. Vinderne af de to grupper gik videre til placeringskampen om 13.-pladsen, toerne spillede videre i kampen om 15.-pladsen, treerne i kampen om 17.-pladsen, mens firerne måtte tage til takke med at spille om 19.-pladsen.

#### Gruppe III
Kampene i gruppe III afvikledes i Shenzhen.
| Dato  | Tid   | Kamp             | Res.  | Pause |
| ----- | ----- | ---------------- | ----- | ----- |
| 8.8.  | 19:30 | Japan – Island   | 16–20 | 07-10 |
| 9.8.  | 16:00 | Holland – Island | 28–23 | 14-10 |
| 9.8.  | 19:30 | Japan – Congo    | 19–22 | 08-10 |
| 10.8. | 19:30 | Holland – Congo  | 27–25 | 09-13 |

| Hold    | Kampe | Mål   | Point |
| ------- | ----- | ----- | ----- |
| Holland | 3     | 73-65 | 6     |
| Congo   | 3     | 64-60 | 4     |
| Island  | 3     | 57-61 | 2     |
| Japan   | 3     | 52-60 | 0     |

#### Gruppe IV
Kampene i gruppe IV spilledes i Nanhai.
| Dato  | Tid   | Kamp               | Res.  | Pause |
| ----- | ----- | ------------------ | ----- | ----- |
| 8.8.  | 19:30 | Canada – Angola    | 21–32 | 06-11 |
| 9.8.  | 16:00 | Slovakiet – Angola | 33–25 | 14-10 |
| 9.8.  | 19:30 | Canada – Taiwan    | 19–27 | 08-11 |
| 10.8. | 19:30 | Slovakiet – Taiwan | 30–24 | 16-14 |

| Hold      | Kampe | Mål   | Point |
| --------- | ----- | ----- | ----- |
| Slovakiet | 3     | 98-61 | 6     |
| Taiwan    | 3     | 80-69 | 4     |
| Angola    | 3     | 77-83 | 2     |
| Canada    | 3     | 52-94 | 0     |

#### Placeringskampe
| Kamp                | Dato  | Tid   | Kamp                | Res.  | Pause | Spillested |
| ------------------- | ----- | ----- | ------------------- | ----- | ----- | ---------- |
| Kamp om 19.-pladsen | 12.8. | 14:00 | Japan – Canada      | 27–15 | 16-70 | Shenzhen   |
| Kamp om 17.-pladsen | 12.8. | 14:00 | Island – Angola     | 19–20 | 11-80 | Zhuhai     |
| Kamp om 15.-pladsen | 12.8. | 16:30 | Congo – Taiwan      | 23–12 | 14-30 | Zhuhai     |
| Kamp om 13.-pladsen | 12.8. | 16:30 | Holland – Slovakiet | 23–22 | 10-90 | Shenzhen   |

| Plac. | Hold      |
| ----- | --------- |
| 13.   | Holland   |
| 14.   | Slovakiet |
| 15.   | Congo     |
| 16.   | Taiwan    |
| 17.   | Angola    |
| 18.   | Island    |
| 19.   | Japan     |
| 20.   | Canada    |